# En enkel man
En enkel man (Rattle Of A Simple Man) är en boulevardkomedi av Charles Dyer. I Sverige har pjäsen framförts av bl.a. Nils Poppe som inledde sin mångåriga karriär på Fredriksdalsteatern i Helsingborg med just denna komedi.
Rattle Of A Simple Man filmatiserades 1964.